# Calcio Catania 1984-1985
Questa voce raccoglie le informazioni riguardanti il Calcio Catania nelle competizioni ufficiali della stagione 1984-1985.

## Stagione
Nella stagione 1984-1985 il Catania disputa il campionato di Serie B, la squadra etnea affidata all'allenatore Mimmo Renna disputa un ottimo girone di andata, dove raccoglie 22 punti, piazzandosi appena dietro le prime, poi sul più bello, quando la tifoseria sognava un immediato ritorno in Serie A, si è di colpo fermata cedendo alla distanza, nel girone di ritorno ha ottenuto una sola vittoria su diciannove partite, rispetto alle sei dell'andata, salvandosi grazie ai tanti miseri pareggi. Miglior marcatore stagionale è stato il difensore brasiliano Pedrinho con 8 reti, una in Coppa Italia e sette in campionato. Salgono in Serie A Pisa, Lecce e Bari, retrocedono in Serie C Cagliari, Varese, Parma, e Taranto sul campo, poi verrà retrocesso all'ultimo posto il Padova per illecito sportivo, lasciando in Serie B il Cagliari.
Nella Coppa Italia il Catania disputa il quinto girone di qualificazione raccogliendo una sola vittoria, girone che promuove agli ottavi Verona e Campobasso.

## Divise e sponsor
Lo sponsor ufficiale per la stagione 1984-1985 fu Pasta Poiatti, mentre il fornitore di materiale tecnico fu adidas.
| Casa | Trasferta |

## Rosa
| N. |                    | Ruolo | Calciatore           |
| -- | ------------------ | ----- | -------------------- |
|    | Italia (bandiera)  | A     | Carlo Borghi         |
|    | Italia (bandiera)  | D     | Franco Caracciolo    |
|    | Italia (bandiera)  | A     | Guglielmo Coppola    |
|    | Italia (bandiera)  | A     | Roberto Distefano    |
|    | Italia (bandiera)  | C     | Franco Ermini        |
|    | Italia (bandiera)  | D     | Maurizio Giovannelli |
|    | Italia (bandiera)  | D     | Vito Iuculano        |
|    | Italia (bandiera)  | D     | Maurizio Longobardo  |
|    | Brasile (bandiera) | C     | Luvanor              |
|    | Italia (bandiera)  | C     | Domenico Maggiora    |

| N. |                    | Ruolo | Calciatore            |
| -- | ------------------ | ----- | --------------------- |
|    | Italia (bandiera)  | P     | Dario Marigo          |
|    | Italia (bandiera)  | C     | Ennio Mastalli        |
|    | Italia (bandiera)  | D     | Pier Giuseppe Mosti   |
|    | Italia (bandiera)  | P     | Marco Onorati         |
|    | Italia (bandiera)  | D     | Alberto Pari          |
|    | Brasile (bandiera) | D     | Pedrinho              |
|    | Italia (bandiera)  | C     | Alessandro Pellegrini |
|    | Italia (bandiera)  | D     | Rosario Picone        |
|    | Italia (bandiera)  | D     | Roberto Pidone        |
|    | Italia (bandiera)  | D     | Adriano Polenta       |

## Risultati

### Serie B

#### Girone di andata
| Arbitro: | Ongaro (Rovigo) |

|                               |           |                        |
| Morbiducci 5’ V. Graziani 31’ | Marcatori | 33’ Borghi 78’ Coppola |

| Arbitro: | Boschi (Parma) |

|          |           |               |
| Mosti 9’ | Marcatori | 20’ Borgonovo |

| Arbitro: | Bianciardi (Siena) |

|             |           |             |
| R.Russo 16’ | Marcatori | 5’ Pedrinho |

| Arbitro: | D'Innocenzo (Roma) |

|             |           |           |
| Coppola 68’ | Marcatori | 84’ Papis |

| Arbitro: | Tubertini (Bologna) |

|                                    |           |                     |
| Longobardo 39’ (aut.) Sorbello 80’ | Marcatori | 57’ (rig.) Mastalli |

| Arbitro: | Bianciardi (Siena) |

|           |           |            |
| Pidone 1’ | Marcatori | 61’ Macina |

| Arbitro: | Greco (Lecce) |

|            |           |  |
| Ermini 43’ | Marcatori |  |

| Arbitro: | Ongaro (Rovigo) |

|              |           |                |
| Cipriani 76’ | Marcatori | 84’ Longobardo |

| Arbitro: | Pirandola (Lecce) |

|             |           |  |
| Luvanor 82’ | Marcatori |  |

| Arbitro: | Tuveri (Cagliari) |

|             |           |                             |
| Casaroli 8’ | Marcatori | 32’, 46’ Borghi 67’ Coppola |

| Arbitro: | Bianciardi (Siena) |

|             |           |  |
| Polenta 20’ | Marcatori |  |

| Catania 2 dicembre 1984 12ª giornata | Catania             | 0 – 0 | Pescara | Stadio Cibali\| Arbitro: \| Bruschini (Firenze) \| |
| Arbitro:                             | Bruschini (Firenze) |       |         |                                                    |

| Genova 17 settembre 1989 13ª giornata | Genoa           | 0 – 0 | Catania | Stadio Luigi Ferraris\| Arbitro: \| Ongaro (Rovigo) \| |
| Arbitro:                              | Ongaro (Rovigo) |       |         |                                                        |

| Taranto 16 dicembre 1984 14ª giornata | Taranto      | 0 – 0 | Catania | Stadio Erasmo Iacovone\| Arbitro: \| Baldi (Roma) \| |
| Arbitro:                              | Baldi (Roma) |       |         |                                                      |

| Catania 23 dicembre 1984 15ª giornata | Catania          | 0 – 0 | Campobasso | Stadio Cibali\| Arbitro: \| Da Pozzo (Monza) \| |
| Arbitro:                              | Da Pozzo (Monza) |       |            |                                                 |

| Arbitro: | Casarin (Milano) |

|                           |           |                |
| De Giorgis 22’ Romano 47’ | Marcatori | 65’ Longobardo |

| Arbitro: | Mattei (Macerata) |

|                                   |           |                  |
| Pedrinho 34’ Volpecina 31’ (Aut.) | Marcatori | 29’ (Rig.) Kieft |

| Arbitro: | Casarin (Milano) |

|                       |           |            |
| Bivi 31’ Bergossi 61’ | Marcatori | Ermini 42’ |

| Arbitro: | Lamorgese (Potenza) |

|                             |           |           |
| Pedrinho 7’ 82’ Coppola 34’ | Marcatori | Uribe 83’ |

#### Girone di ritorno
| Catania 3 febbraio 1985 20ª giornata | Catania                      | 0 – 0 | Perugia | Stadio Cibali\| Arbitro: \| Agnolin (Bassano del Grappa) \| |
| Arbitro:                             | Agnolin (Bassano del Grappa) |       |         |                                                             |

| San Benedetto del Tronto 17 febbraio 1985 21ª giornata | Sambenedettese      | 0 – 0 | Catania | Stadio Fratelli Ballarin\| Arbitro: \| Tubertini (Bologna) \| |
| Arbitro:                                               | Tubertini (Bologna) |       |         |                                                               |

| Arbitro: | Gabbrielli (Prato) |

|                                   |           |                          |
| Giovannelli 27’ Borghi 32’ (rig.) | Marcatori | 34’ Angelini 31’ Cravero |

| Arbitro: | Luci (Firenze) |

|                                                            |           |            |
| Gentilini 26’ D. Pellegrini 57’ Tomasoni 63’ Bongiorni 80’ | Marcatori | 69’ Borghi |

| Arbitro: | Baldi (Roma) |

|              |           |  |
| Pedrinho 55’ | Marcatori |  |

| Arbitro: | Mattei (Macerata) |

|              |           |  |
| Lombardi 56’ | Marcatori |  |

| Arbitro: | Da Pozzo (Monza) |

|          |           |  |
| Neri 53’ | Marcatori |  |

| Catania 31 marzo 1985 27ª giornata | Catania        | 0 – 0 | Lecce | Stadio Cibali\| Arbitro: \| Pieri (Genova) \| |
| Arbitro:                           | Pieri (Genova) |       |       |                                               |

| Arbitro: | Coppetelli (Tivoli) |

|           |           |  |
| Ronco 19’ | Marcatori |  |

| Arbitro: | Paparesta (Bari) |

|  |           |             |
|  | Marcatori | 83’ Cinello |

| Arbitro: | Da Pozzo (Monza) |

|                  |           |             |
| Greco 25’ (rig.) | Marcatori | 36’ Coppola |

| Arbitro: | Coppetelli (Tivoli) |

|            |           |                     |
| Roselli 6’ | Marcatori | 51’ (rig.) Mastalli |

| Arbitro: | Sguizzato (Verona) |

|                     |           |                                               |
| Mastalli 39’ (rig.) | Marcatori | 25’, 47’ Fiorini 83’ Simonetta 87’ I. Bonetti |

| Arbitro: | Gabbrielli (Prato) |

|                                      |           |                      |
| Mastalli 35’ Ermini 66’ Pedrinho 87’ | Marcatori | 51’, 64’, 70’ Traini |

| Arbitro: | Mattei (Macerata) |

|                  |           |  |
| Maestripieri 33’ | Marcatori |  |

| Arbitro: | Esposito (Torre del Greco) |

|              |           |             |
| Pedrinho 49’ | Marcatori | 50’ Bagnato |

| Arbitro: | Coppetelli (Tivoli) |

|           |           |             |
| Caneo 87’ | Marcatori | 90’ Luvanor |

| Catania 9 giugno 1985 37ª giornata | Catania          | 0 – 0 | Bari | Stadio Cibali\| Arbitro: \| Casarin (Milano) \| |
| Arbitro:                           | Casarin (Milano) |       |      |                                                 |

| Cagliari 16 giugno 1985 38ª giornata | Cagliari                   | 0 – 0 | Catania | Stadio Sant'Elia\| Arbitro: \| Esposito (Torre del Greco) \| |
| Arbitro:                             | Esposito (Torre del Greco) |       |         |                                                              |

### Coppa Italia

#### Primo turno
| Arbitro: | Bruschini (Firenze) |

|                                  |           |  |
| Goretti 30’ O. Tacchi 64’ (rig.) | Marcatori |  |

| Arbitro: | Casarin (Milano) |

|               |           |  |
| Novellino 28’ | Marcatori |  |

| Arbitro: | Vecchiatini (Bologna) |

|              |           |  |
| Laurenti 29’ | Marcatori |  |

| Arbitro: | Bianciardi (Siena) |

|                        |           |                                           |
| Ermini 29’ Luvanor 87’ | Marcatori | 28’ Galderisi 41’ Di Gennaro 77’ Tricella |

| Arbitro: | Frigerio (Milano) |

|              |           |  |
| Pedrinho 87’ | Marcatori |  |

## Statistiche

### Statistiche di squadra
| Competizione | Punti | In casa | In casa | In casa | In casa | In casa | In casa | In trasferta | In trasferta | In trasferta | In trasferta | In trasferta | In trasferta | Totale | Totale | Totale | Totale | Totale | Totale | DR |
| Competizione | Punti | G       | V       | N       | P       | Gf      | Gs      | G            | V            | N            | P            | Gf           | Gs           | G      | V      | N      | P      | Gf     | Gs     | DR |
| ------------ | ----- | ------- | ------- | ------- | ------- | ------- | ------- | ------------ | ------------ | ------------ | ------------ | ------------ | ------------ | ------ | ------ | ------ | ------ | ------ | ------ | -- |
| Serie B      | 35    | 19      | 6       | 11      | 2       | 19      | 16      | 19           | 1            | 10           | 8            | 14           | 22           | 38     | 7      | 21     | 10     | 33     | 38     | -5 |
| Coppa Italia | 2     | 2       | 1       | 0       | 1       | 3       | 3       | 3            | 0            | 0            | 3            | 0            | 4            | 5      | 1      | 0      | 4      | 3      | 7      | -4 |
| Totale       |       | 21      | 12      | 2       | 20      | 19      | 22      | 22           | 1            | 10           | 11           | 14           | 26           | 43     | 8      | 21     | 14     | 36     | 45     | -9 |

### Statistiche dei giocatori
| Giocatore      | Serie B  | Serie B | Serie B     | Serie B    | Coppa Italia | Coppa Italia | Coppa Italia | Coppa Italia | Totale   | Totale | Totale      | Totale     |
| Giocatore      | Presenze | Reti    | Ammonizioni | Espulsioni | Presenze     | Reti         | Ammonizioni  | Espulsioni   | Presenze | Reti   | Ammonizioni | Espulsioni |
| -------------- | -------- | ------- | ----------- | ---------- | ------------ | ------------ | ------------ | ------------ | -------- | ------ | ----------- | ---------- |
| C. Borghi      | 29       | 5       | ?           | ?          | ?            | ?            | ?            | ?            | 29+      | 5+     | ?           | ?          |
| F. Caracciolo  | 16       | 0       | ?           | ?          | ?            | ?            | ?            | ?            | 16+      | 0+     | ?           | ?          |
| G. Coppola     | 37       | 5       | ?           | ?          | ?            | ?            | ?            | ?            | 37+      | 5+     | ?           | ?          |
| R. Distefano   | 2        | 0       | ?           | ?          | ?            | ?            | ?            | ?            | 2+       | 0+     | ?           | ?          |
| F. Ermini      | 31       | 3       | ?           | ?          | ?            | ?            | ?            | ?            | 31+      | 3+     | ?           | ?          |
| M. Giovannelli | 30       | 1       | ?           | ?          | ?            | ?            | ?            | ?            | 30+      | 1+     | ?           | ?          |
| V. Iuculano    | 1        | 0       | ?           | ?          | ?            | ?            | ?            | ?            | 1+       | 0+     | ?           | ?          |
| M. Longobardo  | 35       | 2       | ?           | ?          | ?            | ?            | ?            | ?            | 35+      | 2+     | ?           | ?          |
| Luvanor        | 30       | 2       | ?           | ?          | ?            | ?            | ?            | ?            | 30+      | 2+     | ?           | ?          |
| D. Maggiora    | 25       | 0       | ?           | ?          | ?            | ?            | ?            | ?            | 25+      | 0+     | ?           | ?          |
| D. Marigo      | 34       | -29     | ?           | ?          | ?            | ?            | ?            | ?            | 34+      | -29+   | ?           | ?          |
| E. Mastalli    | 34       | 4       | ?           | ?          | ?            | ?            | ?            | ?            | 34+      | 4+     | ?           | ?          |
| P. Mosti       | 23       | 1       | ?           | ?          | ?            | ?            | ?            | ?            | 23+      | 1+     | ?           | ?          |
| M. Onorati     | 5        | -9      | ?           | ?          | ?            | ?            | ?            | ?            | 5+       | -9+    | ?           | ?          |
| A. Pari        | 4        | 0       | ?           | ?          | ?            | ?            | ?            | ?            | 4+       | 0+     | ?           | ?          |
| Pedrinho       | 35       | 7       | ?           | ?          | ?            | ?            | ?            | ?            | 35+      | 7+     | ?           | ?          |
| A. Pellegrini  | 31       | 0       | ?           | ?          | ?            | ?            | ?            | ?            | 31+      | 0+     | ?           | ?          |
| R. Picone      | 11       | 0       | ?           | ?          | ?            | ?            | ?            | ?            | 11+      | 0+     | ?           | ?          |
| R. Pidone      | 33       | 1       | ?           | ?          | ?            | ?            | ?            | ?            | 33+      | 1+     | ?           | ?          |
| A. Polenta     | 31       | 1       | ?           | ?          | ?            | ?            | ?            | ?            | 31+      | 1+     | ?           | ?          |